# Fontannes
Fontannes é uma comuna francesa na região administrativa de Auvérnia-Ródano-Alpes, no departamento de Alto Loire. Estende-se por uma área de 9,8 km². Em 2010 a comuna tinha 1 152 habitantes (densidade: 117,6 hab./km²).